# Pelatantheria cristata
Pelatantheria cristata är en orkidéart som först beskrevs av Henry Nicholas Ridley, och fick sitt nu gällande namn av Henry Nicholas Ridley. Pelatantheria cristata ingår i släktet Pelatantheria och familjen orkidéer. Inga underarter finns listade i Catalogue of Life.